# Diego Santa Cruz
Diego Anibal Santa Cruz Cantero, né le 29 octobre 1982 à Asuncion, est un footballeur paraguayen des années 2000.

## Biographie
En tant que milieu de terrain, Diego Santa Cruz fut international paraguayen des moins de 17 ans et participa à la coupe du monde de football des moins de 17 ans 1999, disputant deux des quatre du Paraguay (Jamaïque et Burkina Faso). Le Paraguay est éliminé en quarts-de-finale.
Il joua pour deux clubs paraguayens (Club Olimpia et Club Sportivo Luqueño) et un club croate (NK Zadar), sans rien remporter.

## Clubs
- 2001-2003 :  Club Olimpia
- 2003-2004 :  NK Zadar
- 2004 :  Club Olimpia
- 2004-2005 :  Club Sportivo Luqueño